# Sonic: Super jež
Sonic: Super jež (engl. Sonic the Hedgehog) je akcijski film iz 2020. godine, napravljen na temelju franšize Sonic the Hedgehog. Film je režirao Jeff Fowler i napisao Pat Casey i Josh Miller. Sonicu glas daje Ben Schwartz a Jim Carrey tumači lik Robotnika. U filmu, Sonic se udružuje sa šerifom Tomom Wachowskim, da nađe svoje izgubljene prstenove i pobjegne od Robotnika na planet gljiva.
Razvoj filma je počeo 1990.- ima, ali nije prešao fazu planiranja sve dok Sony Pictures nije stekao filmska prava 2013. godine. Produkcija je uključivala suradnju japanskog studija Marza Animation Planet i Sega Sammyja, s Fowlerom koji je uzet za režiju 2016. Nakon što je Sony preokrenuo projekt, Paramount Pictures ga je preuzeo 2017. Veći dio glumačke postave potpisan je u kolovozu 2018. i glavno snimanje filma odvijalo se između rujna i listopada iste godine u Vancouveru i na otoku Vancouver. Nakon negativne reakcije na prvu najavu 2019., puštanje filma je kasnilo tri mjeseca kako bi Sega redizajnirala Sonica.

## Radnja
Sonic, vanzemaljski plavi jež koji može trčati nenormalnim brzinama, nađe se u potrazi za plemenom ehidna zbog svoje moći. Njegov skrbnik, sova Duga Kandža, daje mu vreću s prstenovima koji mogu uspostaviti vezu s drugim planetima te koristi jedan da ga pošalje na Zemlju dok ga ona štiti od ehidni, a također daje Sonicu kartu planeta ispunjenog gljivama na korištenje ako na Zemlji nađe probleme. Deset godina kasnije, Sonic uživa u tajnom životu u blizini gradića Green Hills u državi Montana, ali čezne za prijateljstvom. Idolizira lokalnog šerifa, Toma Wachowskog, takozvanog "kralja krafni", te njegovu suprugu veterinarku, Maddie, nesvjestan da se par uskoro planira preseliti u San Francisco, jer je Toma angažirala policijska uprava San Francisca.
Jedne noći Sonic počne igrati bejzbol sam samcat kako bi zaboravio na usamljenost. Rastuži se kad se prisjeti da nema prijatelja, pa rezultatom tuge trči oko bejzbol terena, čime stvara elektromagnetski impuls. Doktor Robotnik postaje zadužen od strane Ministarstva Obrane Sjedinjenih Američkih Država da sazna razlog pojave elekromagnetskog impulsa. Robotnik uspije saznati da je puls stvoren sa strane nezemaljskog bića, nakon čega počinje tražiti Sonica, koji se krije u vrtnoj kućici šerifa Toma. Šerif slučajno upuca Sonica sredstvom za spavanje, budući da ga je zamijenio za rakune koji mu rade štetu. Tijekom pucnja, šerif je nosio majicu na kojoj piše ''San Francisco'' i kada je upucao Sonica sa sredstvom za spavanje, Sonic je pročitao natpis na majici, i slučajno bacio jedan prsten, čime otvara portal i slučajno baca vreću s prstenovima u portal koji vodi do San Francisca. Šerif se složi da pomogne Sonicu da se sakrije od Robotnika u njegovoj kući.
Robotnik nailazi na jedno od Sonicovih bodlji, otkrivajući snagu u njemu s kojom može potaknuti svoje robote i postaje opsjednut hvatanjem Sonica. Dok ih pronalazi, Tom razgovara o svojim planovima napuštanja Green Hillsa, što Sonic ne odobrava. Ubrzo nakon poraza robota kojeg je poslao Robotnik, eksplozija male priljepak-bombice ozljeđuje Sonica. Stigavši do doma šogorice Rachel, kod koje je njegova supruga, traži pomoć od Maddie, koja ubrzo oživljava Sonica. Dok Tom objašnjava Maddie svoju situaciju, Sonic dobiva novi par tenisica od Maddieine nećakinje. Grupa se upućuje na zgradu Transamericu u San Franciscu, gdje je pala Sonicova vreća prstenova. Robotnik stiže u svojem letećem vozilu, zvanom Egg Mobile, nakon čega ih napada, prisiljavajući Sonica da upotrijebi prsten kako bi Toma i Maddie poslali na Green Hills.
Sonic bježi od Robotnika koji koristi snagu Sonicove bodlje da odgovara njegovoj brzini. Njih dvoje sudjeluju u potjeri širom svijeta, da bi se na kraju vratili na Green Hills. Robotnik onesposobljava Sonica, ali Tom i ostali mještani interveniraju, omogućujući Sonicu da povrati snagu i povrati izgubljenu energiju. Nadvladavši Robotnika, Sonic ga poražava šaljući ga na planet gljiva. Nakon incidenta, Tom i Maddie odlučuju ostati u Green Hillsu i pustiti Sonica da živi s njima. Američka vlada briše sve dokaze o događajima, uključujući zapise o postojanju Robotnika. U međuvremenu, ludi doktor Robotnik, koji je još u posjedu Sonicove bodlje, započinje zavjeru svoje osvete i povratak na Zemlju.
U sceni nakon animirane odjave, dolazi mladi lisac Tails, koji traži Sonica kako bi u nadolazećem filmu zaustavili Robotnika (koji se vraća na Zemlju) da uništi svijet uz pomoć moćnog smaragda.

## Glasove posudili
| Ime                 | Original         | Hrvatska verzija  |
| ------------------- | ---------------- | ----------------- |
| Tom                 | James Marsden    | Ivan Đuričić      |
| Sonic               | Ben Schwartz     | Luka Bulović      |
| Robotnik            | Jim Carrey       | Ivan Šarić        |
| Maddie              | Tika Sumpter     | Ana Magud         |
| Wade                | Adam Pally       | Ronald Žlabur     |
| Rachel              | Natasha Rothwell | Daria Knez        |
| Zapovjednik Walters | Tom Butler       | Dušan Gojić       |
| Agent Stone         | Lee Majdoub      | Ivan Dečak        |
| Ludi Carl           | Frank C. Turner  | Ranko Tihomirović |

### Ostali glasovi:
- Jasna Bilušić
- Nina Knez Rukavina
- Nika Ilčić
- Frano Ridjan
- Božo Kelava
- Martina Kapitan Bregović
- Dora Jakobović
- Vjekoslav Hudeček
- Boris Barberić
- Božidar Peričić
- Dragan Peka
- Bojan Kondres

### Sinkronizacija
- Sinkronizacija: Duplicato Media d.o.o.
- Redatelj dijaloga: Tomislav Rukavina
- Prijevod i adaptacija: Davor Slamnig

## Vanjske poveznice
- Službena stranica paramountmovies.com
- Sonic: Super jež u internetskoj bazi filmova IMDb-a